# Rodrigo Aguirre
Rodrigo Sebastián Aguirre Soto (Montevideo, 1 oktober 1994) is een Uruguayaans voetballer die bij voorkeur als aanvaller speelt. Hij verruilde in juli 2014 het Uruguayaanse Liverpool voor Udinese. Dat verhuurde Aguirre gedurende het seizoen 2014-2015 aan Empoli FC.

## Clubcarrière
Aguirre stroomde in 2012 door vanuit de jeugdopleiding van het Uruguayaanse Liverpool FC. Daarvoor debuteerde hij in het seizoen 2011/12  in de Uruguayaanse Primera División.

## Interlandcarrière
Aguirre speelde dertien interlands voor Uruguay -17 en acht voor Uruguay -20.